# 马拉卡谢塔
马拉卡谢塔是巴西米纳斯吉拉斯州的一个市镇。总面积719.345平方公里，总人口17917人，人口密度24.9人/平方公里。